# ذي نصيف (ذي السفال)

تعديل مصدري - تعديل

ذي نصيف محلة تابعة لقرية المركبة، التابعة لعزلة بني عبد الله بمديرية ذي السفال إحدى مديريات محافظة إب في الجمهورية اليمنية، بلغ تعداد سكانها 35 حسب تعداد اليمن لعام 2004.